# Паніно

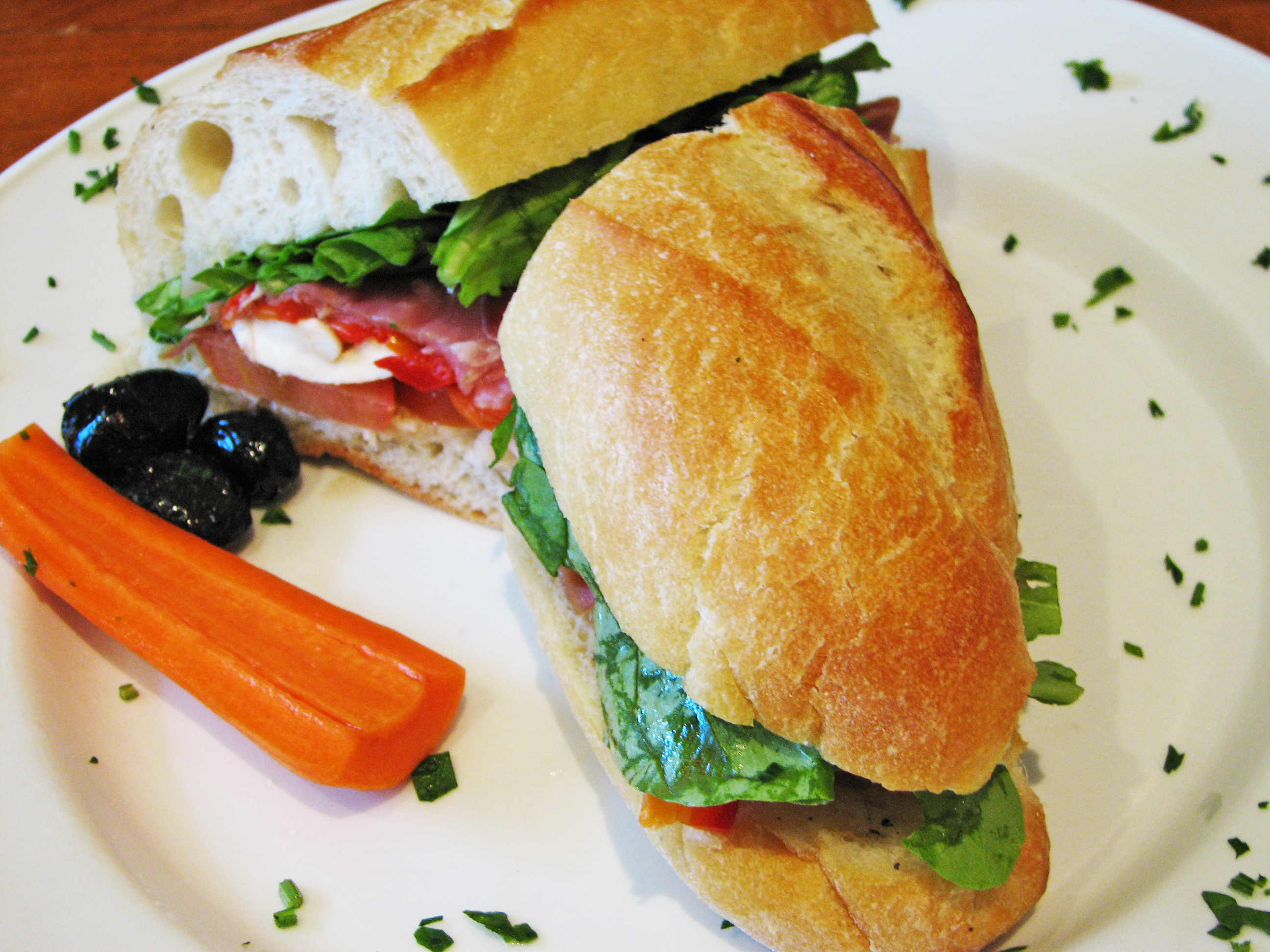

Пані́но — італійський бутерброд (сендвіч) нарізаний горизонтально і заповнений усередині розмаїттям продуктів, як правило, м'ясо, сири, салати або, рідше, шматки м'яса.
У жаргоні молоді 1970-х та 1980-х продавців паніно називали панінарі (італ. paninari), і цей термін поширився на визначення членів субкультури, яка виникла в Мілані на початку 1980-х.